# Corus
Corus war ein niederländisch-britisches Unternehmen, das Stahl und Aluminium produzierte und 2007 von der indischen Tata Steel übernommen wurde. Seit dem 27. Oktober 2010 firmiert Corus als Tata Steel Europe. 

## Unternehmensgeschichte
Corus entstand am 6. März 1999 aus der Fusion des niederländischen Unternehmens Koninklijke Hoogovens mit British Steel.
Die Aktien von Corus wurden an der Londoner Börse im FTSE 100, der New York Stock Exchange und an der Niederländischen Börse gehandelt.
Das Unternehmen hatte Stahlwerke im Vereinigten Königreich bei Port Talbot im südlichen Wales (bspw. Ebbw Vale Steelworks), in Scunthorpe (North Lincolnshire), in Teesside, (Cleveland) und in IJmuiden (Niederlande). Des Weiteren bestehen Stahlwerke in Shotton, nördliches Wales, in Tostre, Rotherham und Stocksbridge, South Yorkshire, Motherwell, North Lanarkshire (Schottland) und Düsseldorf. Im französischen Hayange besteht ein Walzwerk, das vorwiegend Schienen walzt (Walzzeichen: CORUS HY) und Ende 2011 modernisiert wurde.
Für die Walz- und Strangpressaktivitäten der Aluminiumsparte wurde im Mai 2006 ein Kaufvertrag mit dem amerikanischen Konzern Aleris unterzeichnet.
Am 2. April 2007 wurde Corus von dem indischen Stahlunternehmen Tata Steel für 9,4 Mrd. € übernommen. Der letzte Handelstag der Aktie an der Londoner Börse war der 29. März 2007.
Am 4. Dezember 2009 hat Corus den Abbau von 1.700 Arbeitsplätzen in Teesside angekündigt.
Ab dem 27. September 2011 werden alle Werke europaweit von Corus in Tata Steel Europe (formerly Corus) umbenannt, dabei behalten sie jedoch weiterhin ihren Werksnamen, Töchter werden ebenfalls nicht umbenannt.
Die Langprodukt-Stahlwerke in Großbritannien sowie das Schienenwerk in Hayange wurden 2016 an Greybull Capital verkauft und anschließend in British Steel Limited umbenannt.

## Unternehmensdetails vor der Übernahme

### Vorstand
Philippe Varin, Jim Leng, David Lloyd, Stuart Pettifor, Henk Vrins, Anthony Hayward, Richard Turner, Eric van Amerongen, Maarten van Veen, Kurt Lauk, Andrew Robb, Richard Reeves

### Hauptaktionäre
- Brandes Investment Partners: 10,9 %
- Deutsche Bank AG: 3,15 %
- Gallagher Holdings Limited: 2,93 %
- Standard Life Investments Ltd.: 3,14 %
- Legal & General Group plc: 3,92 %
- Barclays plc: 3,01 %

### Kooperationen
Corus war der Sponsor des berühmten Corus-Schachturniers in Wijk aan Zee, Niederlande. 
Im Oktober 2005 verpflichtete sich Corus dazu, einen Großteil seines Stromes von Eon zu beziehen und hat sich längerfristig an den Kraftwerksbetreiber gebunden. Corus hatte die Schließung des Aluminiumwerkes in Voerde angekündigt, falls keine wettbewerbsfähigen Strompreise ausgehandelt werden können.